# Oslo Plaza
El Oslo Plaza (también conocido como Radisson BRadisson Blu Plaza Hotel, Oslo y anteriormente como Radisson SAS Plaza Hotel) es un edificio en altura situado en el centro de Oslo. Con 117 metros de altura, es el edificio más alto de Noruega.

## Características
El edificio fue diseñado por el estudio de arquitectura White. La construcción comenzó en 1988 y terminó en 1990. El 14 de marzo de ese año fue inaugurado por el rey Olaf V de Noruega. En 1992, se construyó una pasarela entre el hotel y el estadio Oslo Spektrum. El hotel fue remodelado en 2012.
El hotel tiene 37 pisos y 673 habitaciones. Hay un total de 1500 camas, 140 habitaciones de negocios y 20 suites. Los cimientos de la torre son de hormigón y tiene fachadas de vidrio reflectante. Los pisos superiores tienen un techo diagonal empinado en un lado, que conduce a una cresta afilada. También tiene un elevador de vidrio externo, que viaja hasta el restaurante en la parte superior. Un bloque inferior, de tres pisos de altura, contiene la entrada, un vestíbulo, restaurantes y salas de conferencias. En los pisos 33 y 34 (la parte superior del edificio), hay una piscina y una sauna.